# Konstsim vid olympiska sommarspelen 2020
Konstsim vid olympiska sommarspelen 2020 arrangerades mellan 2 och 7 augusti 2021 i Tokyo Aquatics Centre i Tokyo i Japan. Två grenar för damer fanns på programmet som var oförändrat sedan OS 2000.
Tävlingarna skulle ursprungligen ha hållits mellan 3 och 8 augusti 2020 men de blev på grund av Covid-19-pandemin uppskjutna.

## Medaljsammanfattning
| Konstsim                        | Guld | Silver                                                                                      | Brons |
| Damernas duett Detaljer...      | Svetlana Kolesnitjenko och Svetlana Romasjina ROC                                                                                                | Huang Xuechen och Sun Wenyan Kina                                                           | Marta Fjedina och Anastasija Savtjuk Ukraina                                                                                                   |
| Damernas lagtävling Detaljer... | ROC | Kina                                                                                        | Ukraina |
| Damernas lagtävling Detaljer... | Vlada Tjigirjova Marina Goljadkina Svetlana Kolesnitjenko Polina Komar Aleksandra Patskevitj Svetlana Romasjina Alla Sjisjkina Maria Sjurotjkina | Feng Yu Guo Li Huang Xuechen Liang Xinping Sun Wenyan Wang Qianyi Xiao Yanning Yin Chengxin | Maryna Aleksijiva Vladyslava Aleksijiva Marta Fjedina Kateryna Reznik Anastasija Savtjuk Alina Sjynkarenko Kseniya Sydorenko Jelyzaveta Jachno |

Denna tabell: visa • redigera

## Medaljtabell
| Pl.    | Nation  | Guld | Silver | Brons | Totalt |
| ------ | ------- | ---- | ------ | ----- | ------ |
| 1      | ROC     | 2    | 0      | 0     | 2      |
| 2      | Kina    | 0    | 2      | 0     | 2      |
| 3      | Ukraina | 0    | 0      | 2     | 2      |
| Totalt | Totalt  | 2    | 2      | 2     | 6      |

### Fotnoter
1. ↑  (16 juni 2021). Artistic Swimming Competition Schedule. Arkiverad 5 juli 2021 hämtat från the Wayback Machine. tokyo2020.org. Läst 21 juni 2021.
2. ↑  Aquatics. tokyo2020.org. Läst 8 oktober 2019.
3. ↑  (Program från 31 juli 2019). Olympic Competition Schedule. tokyo2020.org. Läst 7 oktober 2019.
4. ↑  (30 mars 2020). IOC, IPC, Tokyo 2020 Organising Committee and Tokyo Metropolitan Government announce new dates for the Olympic and Paralympic Games Tokyo 2020. IOK. Läst 21 juni 2021.
5. ↑  (4 augusti 2021). Artistic Swimming – Duet – Medallists. olympics.com. Läst 4 augusti 2021.
6. ↑  (7 augusti 2021). Artistic Swimming – Team – Medallists. olympics.com. Läst 7 augusti 2021.